# Casa Blanca de los Estados Confederados
La Segunda Casa Blanca de la Confederación es una casa histórica ubicada en el barrio de Court End en Richmond (Virginia). Construida en 1818, sirvió como residencia ejecutiva principal del único presidente de los Estados Confederados de América, Jefferson Davis, desde agosto de 1861 hasta abril de 1865. Actualmente alberga el campus de la Universidad de la Mancomunidad de Virginia.
Es una mansión neoclásica de estuco gris construida en 1818 por John Brockenbrough, quien fue presidente del Banco de Virginia. Diseñada por Robert Mills, la segunda residencia privada de Brockenbrough en Richmond se construyó en K Street (más tarde rebautizada como Clay Street) en el afluente barrio Shockoe Hill de Richmond (más tarde conocido como Court End District), y estaba a dos manzanas al norte del Capitolio del Estado de Virginia. Entre sus vecinos se encontraban el presidente de la Corte Suprema de Estados Unidos, John Marshall, el abogado defensor de Aaron Burr, John Wickham, y el futuro senador estadounidense Benjamin Watkins Leigh.
La casa, vendida por la familia Brockenbrough en 1844, pasó por una sucesión de familias adineradas a lo largo del período anterior a la guerra civil estadounidense, como el congresista estadounidense y futuro secretario de guerra confederado James Seddon. Justo antes de la guerra civil estadounidense, Lewis Dabney Crenshaw compró la casa y le añadió un tercer piso. Más tarde, vendió la casa a la ciudad de Richmond.
La Mansión Ejecutiva de Jefferson Davis fue propiedad de la Sociedad Literaria Memorial Confederada desde 1894 hasta 2014, cuando el Museo de la Confederación se fusionó con el Centro de la guerra civil estadounidense. La entidad fusionada es ahora el Museo de la guerra civil estadounidense. Fue designada Monumento Histórico Nacional de los Estados Unidos en 1960.